# Climbing to New Lows
Climbing to New Lows è il primo album del gruppo musicale statunitense MGMT, pubblicato nel 2005 dalla Columbia Records.
Il disco contiene le tracce presenti nell'EP We (Don't) Care, uscito nel 2004.

## Tracce
1. Come on Christmas – 1:28
2. We Care – 5:02
3. Money to Burn – 3:24
4. Hot Love Drama – 4:10
5. The Kids Quartet – 1:21
6. Kids (Afterschool Dance Megamix) – 6:07
7. Honey Bunny – 4:21
8. Greyhoundredux – 4:34
9. Grutu – 3:31
10. We Don't Care – 3:57